# Grzegorz Gronkiewicz
Grzegorz Gronkiewicz (Częstochowa, 10 april 1965) is een Pools voormalig wielrenner.

## Belangrijkste overwinningen
1990
- 3e etappe Ronde van Polen

1991
- Memoriał Andrzeja Trochanowskiego

2002
- Pools kampioen op de weg, Elite